# North Fond du Lac
North Fond du Lac ist eine Gemeinde (mit dem Status „Village“) im Fond du Lac County im US-amerikanischen Bundesstaat Wisconsin. Im Jahr 2010 hatte North Fond du Lac 5014 Einwohner.
North Fond du Lac ist Bestandteil der Metropolregion Fond du Lac, WI Metropolitan Statistical Area.

## Geografie
North Fond du Lac liegt im mittleren Südosten Wisconsins am südlichen Ende des Lake Winnebago, rund 50 km westlich des Michigansees. Die geografischen Koordinaten von North Fond du Lac sind 43°48'41" nördlicher Breite und 88°29'00" westlicher Länge. Das Gemeindegebiet erstreckt sich über eine Fläche von 5,54 km².
North Fond du Lac liegt im nordwestlichen Vorortbereich der Stadt Fond du Lac, deren Zentrum 7,1 km südöstlich liegt. Weitere Nachbarorte sind Van Dyne (9,7 km nördlich) und Rosendale (23,5 km westlich).
Die nächstgelegenen größeren Städte sind Green Bay am Michigansee (102 km nordnordöstlich), Wisconsins größte Stadt Milwaukee (113 km südsüdöstlich), Chicago in Illinois (255 km in der gleichen Richtung), Rockford in Illinois (212 km südsüdwestlich) und Wisconsins Hauptstadt Madison (124 km südwestlich).

## Verkehr
Der U.S. Highway 45 verläuft in Nord-Süd-Richtung entlang des Ufers des Lake Winnebago. Die südwestliche Ortsgrenze wird vom vierspurig ausgebauten U.S. Highway 41 gebildet. Alle weiteren Straßen sind untergeordnete Landstraßen, teils unbefestigte Fahrwege sowie innerörtliche Verbindungsstraßen.
Durch North Fond du Lac verläuft eine Eisenbahnstrecke der heute zur Canadian National Railway gehörenden Wisconsin Central, die im Nordosten des Ortes einen Rangierbahnhof unterhält.
Am südlichen Rand von North Fond du Lac befindet sich der östliche Endpunkt des auf der Trasse einer früheren Eisenbahnstrecke verlaufenden Mascoutin Valley State Trail, ein Rail Trail für Wanderer und Radfahrer. Im Winter kann der Wanderweg auch mit Schneemobilen und Skiern befahren werden.
Mit dem Fond du Lac County Airport befindet sich 6,2 km südlich ein kleiner Flugplatz. Die nächsten Verkehrsflughäfen sind der Dane County Regional Airport in Madison (120 km südwestlich) und der Milwaukee Mitchell International Airport in Milwaukee (116 Kilometer südsüdöstlich).

## Bevölkerung
Nach der Volkszählung im Jahr 2010 lebten in North Fond du Lac 5014 Menschen in 2106 Haushalten. Die Bevölkerungsdichte betrug 905,1 Einwohner pro Quadratkilometer. In den 2106 Haushalten lebten statistisch je 2,37 Personen. 
Ethnisch betrachtet setzte sich die Bevölkerung zusammen aus 94,6 Prozent Weißen, 0,7 Prozent Afroamerikanern, 0,4 Prozent amerikanischen Ureinwohnern, 1,5 Prozent Asiaten sowie 1,8 Prozent aus anderen ethnischen Gruppen; 1,0 Prozent stammten von zwei oder mehr Ethnien ab. Unabhängig von der ethnischen Zugehörigkeit waren 4,3 Prozent der Bevölkerung spanischer oder lateinamerikanischer Abstammung. 
23,3 Prozent der Bevölkerung waren unter 18 Jahre alt, 63,2 Prozent waren zwischen 18 und 64 und 13,5 Prozent waren 65 Jahre oder älter. 51,0 Prozent der Bevölkerung war weiblich.
Das mittlere jährliche Einkommen eines Haushalts lag bei 47.940 USD. Das Pro-Kopf-Einkommen betrug 24.536 USD. 7,5 Prozent der Einwohner lebten unterhalb der Armutsgrenze.